# Смичок
Смичок (від старослов. «смикать») — дерев'яна паличка з натягнутим уздовж пучком кінського волосу; служить для видобування звуку на струнних музичних інструментах. Для кожного струнного смичкового інструменту передбачений свій тип смичка, відповідно смички бувають скрипковими, альтовими, віолончельними і контрабасовими. А для кожного розміру інструменту відповідний розмір смичка, так, наприклад, смичок для скрипки 3 / 4 для відповідного інструменту.
Склад смичка:

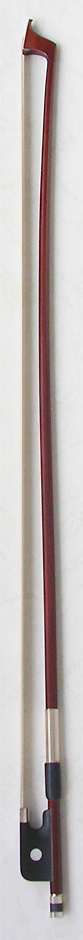
Віолончельний смичок

- Дерев'яна тростина (древко), котра переходить у головку з одної сторони, з другої прикріпляється колодка;
  - Для виготовлення тростини використовують дерево фернамбук (Pernambuco) або Бразильське дерево (Brazilwood).
  - Колодка виготовляється з чорного дерева зі вставками з перламутру. В колодку з внутрішньої сторони, прилеглої до тростини, ввернута невеличка мідна гайка, а в основі тростини вставлений восьмигранний винт з довгою різьбою, за допомогою якого можна регулювати натяг волосини. Зустрічаються смички, в яких колодка виготовлена зі слонової кістки, з використанням гарнітури із золота, що робить смички дорожчими. Пластинки зі слонової кістки в переважній більшості використовують на кінчиках смичків.
- Волос кінського хвоста (штучного чи натурального) йде від головки до колодки і утворює стрічку з допомогою кільця на колодці. Кінський волос, особливо товстий, має великі лусочки, між якими знаходиться натираюча каніфоль, що добре позначається на звуці.

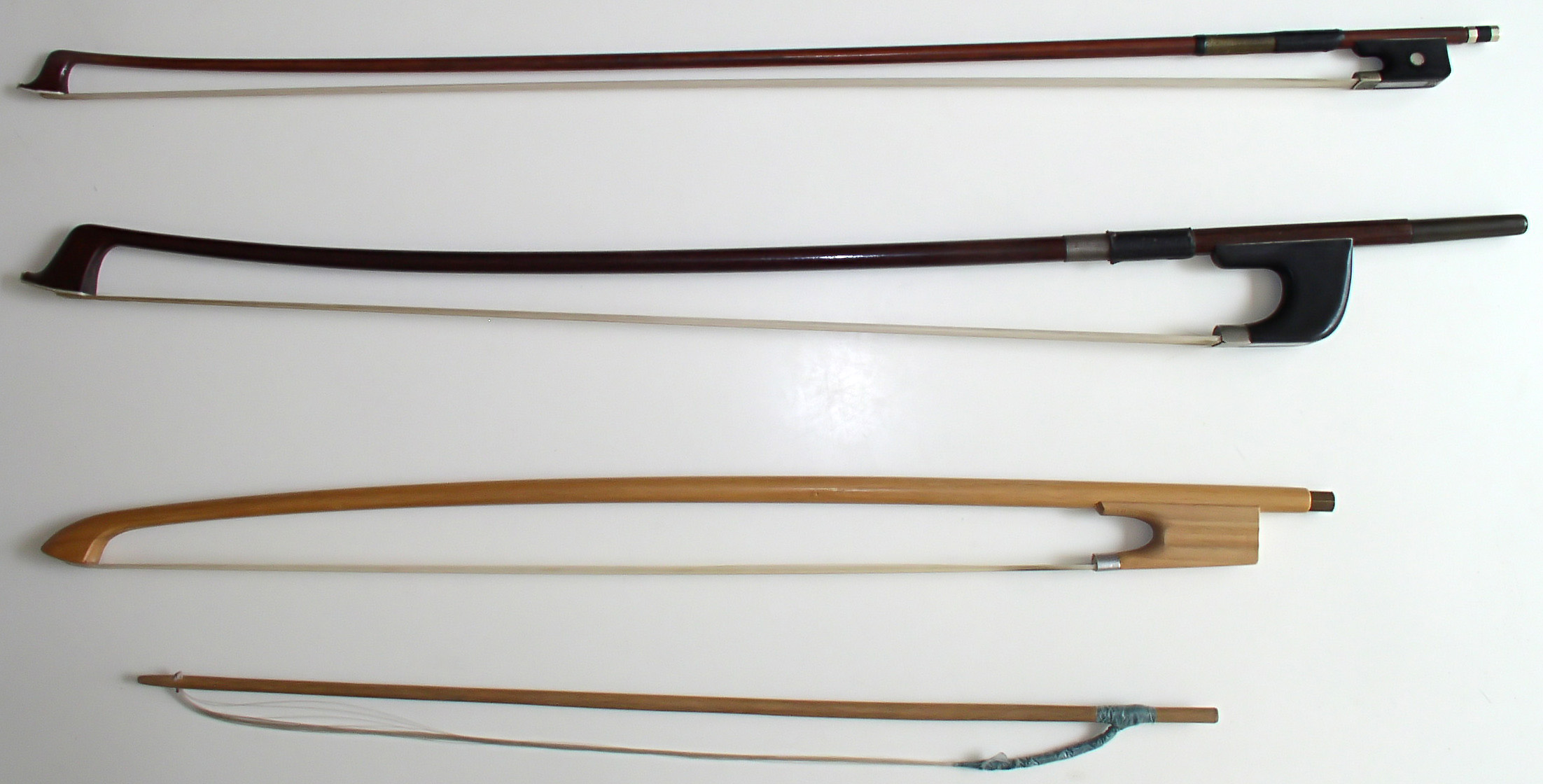
Смички для різних музичних інструментів